# Terra Samba
O Terra Samba é uma banda de pagode baiano brasileira, formada em 1991 por Mário Ornelas e Edson Souza. Hoje a banda é comandada por pelo vocalista Miller Ramos e pelo fundador
Mário Ornellas.
Em 1998, auge do sucesso do grupo, o álbum Terra Samba ao Vivo e a Cores recebeu da ABPD o disco de diamante duplo, por mais de 2 milhões de cópias vendidas, quando emplacou sucessos como “Carrinho de Mão”, “Liberar Geral”, “Tá Tirando Onda”.

## História
Em 1991, Edson Souza e Mário Ornellas, eram membros principais da banda e faziam parte de outro grupo, o Gera Samba e paralelamente criaram a denominação Terra Samba para designar a volta do Samba de roda na musicalidade baiana, com muita percussão, pois Édson havia contribuído também no som da banda Timbalada. No entanto, a partir de 1994 a banda partiu para novos rumos, também com a direção vocal pelo cantor Reinaldo Nascimento. A Banda Terra Samba iniciou seu sucesso com a mistura do samba de roda com a forte presença do estilo de pagode e música africana, além de produzir alguns hits do Carnaval baiano.
Em 1995, lançaram o seu álbum de estreia, chamado Terra Samba Faz Bem, pela gravadora RGE.  Lançaram ainda em 1996 e 1997 os álbuns Deus É Brasileiro e Liberar Geral, pela mesma gravadora.
Em 1998, assinaram com o selo Globo/Polydor, e lançaram o álbum ao vivo Terra Samba ao Vivo e a Cores, que recebe o disco de diamante duplo pela venda superior a 2 milhões de cópias. Em 1999, lançaram o álbum Auê do Terra, que recebeu da ABPD o disco de ouro. Com a soma das vendagens destes cinco álbuns, a banda vendeu mais de 3 milhões de álbuns.
Em maio de 2001, o vocalista Reinaldo posou nu para a revista G Magazine.
Em fevereiro de 2002, a backing vocal da banda Milena Mascarenas, esposa de Reinaldo Nascimento, foi capa da revista Sexy.
Após uma rápida saída, Reinaldo volta aos vocais em 2011, dividindo com Mano Moreno, seu substituto.
Em 2014, após 20 anos, Reinaldo Nascimento deixa grupo para seguir em carreira solo, passando os vocais para Márcio Bahia.
Em 2016, os vocais do Terra Samba passam a ser comandados por Negão Jamaica, irmão de Beto Jamaica, que já integrou importantes grupos baianos como o grupo Companhia do Pagode. Com nova cara, o grupo investe em inovações, mas não esquece o verdadeiro samba de raiz, responsável pela boa música da Bahia. Um exemplo é o clipe da música "Nem precisa ser amor", gravada em parceria com Tatau. A canção é composição de Roberto Kuelho. 
Em 2017, Diumbanda, ex-vocalista da Companhia do Pagode, também passa a integrar o grupo. A primeira música de trabalho com o cantor foi 'Joelho, Cintura, Cabeça e Jogou'.
Em 2021, lançam o single 'Zigue Zigue Zá', com clipe gravado no Imbuí.

## Discografia

### Álbuns de estúdio
| Título              | Detalhes do álbum                                                      | Certificações (vendas certificadas) |
| ------------------- | ---------------------------------------------------------------------- | ----------------------------------- |
| Terra Samba Faz Bem | - Lançamento: 1995 - Gravadora: RGE - Formatos: CD                     |                                     |
| Deus É Brasileiro   | - Lançamento: 1996 - Gravadora: RGE - Formatos: CD                     |                                     |
| Liberar Geral       | - Lançamento: 1997 - Gravadora: RGE - Formatos: CD                     |                                     |
| Auê do Terra        | - Lançamento: 1999 - Gravadora: Universal/Mercury - Formatos: CD       | - ABPD: Ouro                        |
| Sinal Verde         | - Lançamento: 2000 - Gravadora: Universal Music/Mercury - Formatos: CD |                                     |
| Xi do Terra Samba   | - Lançamento: 2002 - Gravadora: - Formatos: CD                         |                                     |
| Show do Terra       | - Lançamento: 2003 - Gravadora: Som Livre - Formatos: CD               |                                     |
| É Só Alegria!       | - Lançamento: 2004 - Gravadora: Universal Music - Formatos: CD         |                                     |
| Terra Mix           | - Lançamento: 2005 - Gravadora: - Formatos: CD                         |                                     |
| Dendê               | - Lançamento: 2006 - Gravadora: - Formatos: CD                         |                                     |

### Álbuns ao vivo
| Título                          | Detalhes do álbum                                         | Certificações (vendas certificadas) |
| ------------------------------- | --------------------------------------------------------- | ----------------------------------- |
| Terra Samba ao Vivo e a Cores   | - Lançamento: 1998 - Gravadora: Globo/Polydor             | - ABPD: Diamante duplo - CUD: Ouro  |
| Terra Samba ao Vivo e a Cores 2 | - Lançamento: 2001 - Gravadora: Som Livre/Globo Universal |                                     |
| Ao Vivo: Gravado em BH          | - Lançamento: 2007 - Gravadora: EMI                       |                                     |